# Chile vasúti közlekedése

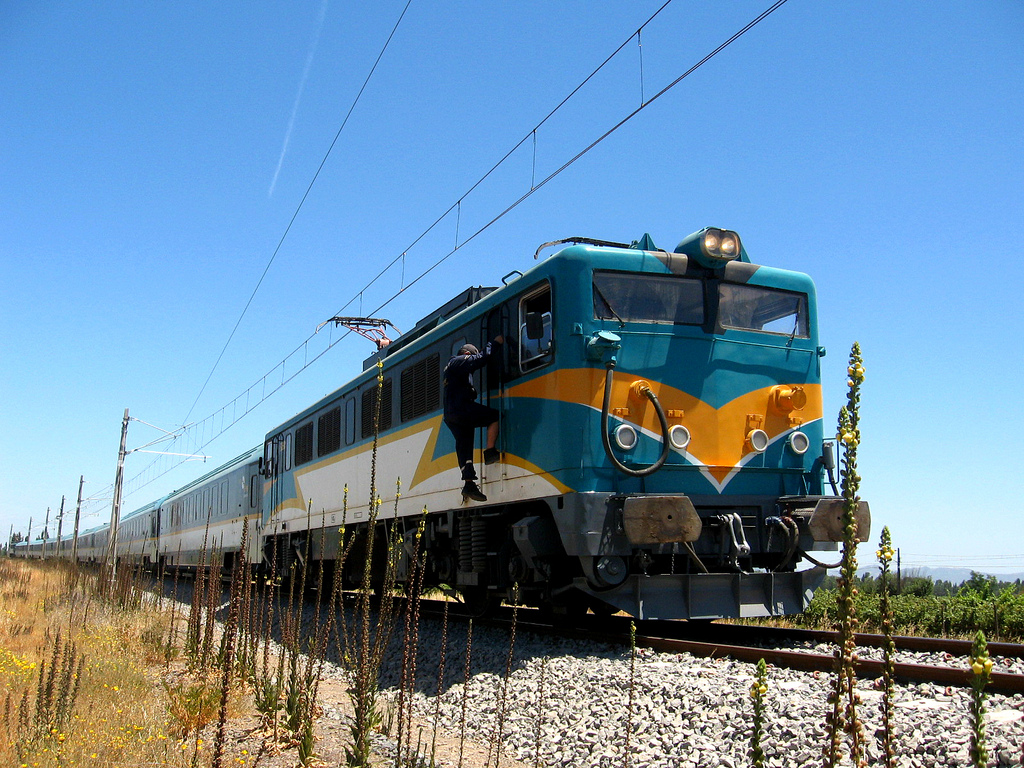
Villamosmozdony Chilében

Chile vasúthálózatának hossza 5483 km. A fő nyomtáv az 1676 mm-es széles nyomtáv, amely délen található, 1706 km hosszú és 850 km hosszan villamosított. Északon 1000 mm-es hálózat található, ennek hossza 3777 km. Ennek nagy része nagyon rossz állapotban van. A nemzeti vasúttársaság a Empresa de Ferrocarriles del Estado.

## Vasúttársaságok
- Empresa de Ferrocarriles del Estado - nemzeti vasúttársaság
- Ferrocarril de Antofagasta a Bolivia
- Ferrocarril Arica-La Paz
- Ferronor

## Vasúti kapcsolata más országokkal
- Bolívia  - igen, 1000 mm-es nyomtáv
- Argentína - megszűnt, újranyitása tervezett[2][3]
- Peru - igen, 1435 mm-es nyomtáv